# 相根澄
相根 澄（さがね きよし、1973年10月4日 - ）は、京都府綾部市出身の元フットサル選手、元サッカー選手、フットサル指導者。

## 来歴
綾部サッカースポーツ少年団 （現：綾部フリーゲンフースバルクラブ）でサッカーを始めて、京都府立綾部高等学校に入学。卒業後は京都紫光クラブ（現：京都サンガF.C.）、ヴァンフォーレ甲府などでプレーし、後にフットサルに転向した。
フットサル転向後1999年にフットサル日本代表入り。2002年から2004年にかけてAFCフットサル選手権で3年連続準優勝した際のメンバーでもある。その後イタリア等で長くプレーした後、2007年に発足した日本フットサルリーグ（Fリーグ）の立ち上げに関与し、自らもASVペスカドーラ町田に加入して選手としてプレーするが、同年限りで現役を引退した。
引退後の2008年には、フットサル界から唯一日本サッカー協会（JFA）のJFAアンバサダーに選ばれ若年層向けのサッカー普及活動に関与する一方で、フットサル関連のテレビ番組にも積極的に出演し、また引退前からGatas Brilhantes H.P.のコーチを務めるなどフットサルの普及活動に務めている。
2011年にステラミーゴいわて花巻の監督に就任。2012年4月に湘南ベルマーレの監督に就任し、2014年3月に契約満了により退任した。
その後、ヴォスクオーレ仙台の執行役員（強化育成担当）に就任したが、2015年3月に退任した。
2015年7月、Fリーグのアンバサダーに就任した。
2018年11月、東京ヴェルディフットサルクラブのシニアディレクターに就任。2020年5月、東京ヴェルディフットサルクラブのトップチーム総監督に就任した

## 所属クラブ

### サッカー
- 綾部サッカースポーツ少年団（現：綾部フリーゲンフースバルクラブ）
- 京都府立綾部高等学校
- 1991年-1993年 京都紫光サッカークラブ[9]
- 1993年-1994年 神奈川県教員サッカークラブ[9]
- 1995年 ヴァンフォーレ甲府[9]
- 1996年-1998年 九曜クラブ[9]

### フットサル
- 1998年-1999年 アズール[9]
- 1999年-2001年 カスカベウ東京（現：ASVペスカドーラ町田）[9]
- 2001年-2002年  IFCチャンピーノ (セリエA)[9]
- 2002年-2003年  SSラツィオ（英語版）（セリエA）[9]
- 2003年-2004年 カスカベウ東京[9]
- 2004年-2007年 プレデター浦安（現：バルドラール浦安フットボールサラ）[9]
- 2007年-2008年 ASVペスカドーラ町田[9]

## 指導歴
- 2008年-2009年 フットサル日本代表テクニカルスタッフ
- 2009年-2011年 日本サッカー協会スペシャルスタッフ
- 2011年-2012年 ステラミーゴいわて花巻 監督
- 2012年-2014年 湘南ベルマーレフットサルクラブ 監督
- 2014年-2015年 ヴォスクオーレ仙台GM
- 2015年-2017年 日本フットサルリーグアンバサダー
- 2017年-2018年 ゼビオフットサルアンバサダー
- 2018年11月- 東京ヴェルディフットサルクラブシニアディレクター
- 2020年5月- 東京ヴェルディフットサルクラブトップチーム総監督

## 主な出演番組
- フットサル365（千葉テレビ放送、2009年7月 - 12月）